# Małe Końskie (SIMC 0546058)
Małe Końskie – osada leśna w Polsce, położona w województwie łódzkim, w powiecie opoczyńskim, w gminie Mniszków.
W latach 1975–1998 miejscowość administracyjnie należała do województwa piotrkowskiego.

## Miejscowości o nazwie Małe Końskie w gminie Mniszków
W gminie Mniszków istnieją trzy miejscowości podstawowe o nazwie Małe Końskie, w tym 1 wieś i 2 osady leśne. Wieś Małe Końskie posiada identyfikator SIMC 0546035. Niniejszy artykuł dotyczy osady leśnej, która posiada SIMC 0546058. Drugą z nich jest osada leśna Małe Końskie, która posiada identyfikator SIMC 0546064.